# سهتشاه (مقاطعة فارياب)
سهتشاه (بالفارسية: سه چاه) هي قرية تقع في البلدة المركزية في إيران. يقدر عدد سكانها بـ 73 نسمة .